# Kinich Ahau

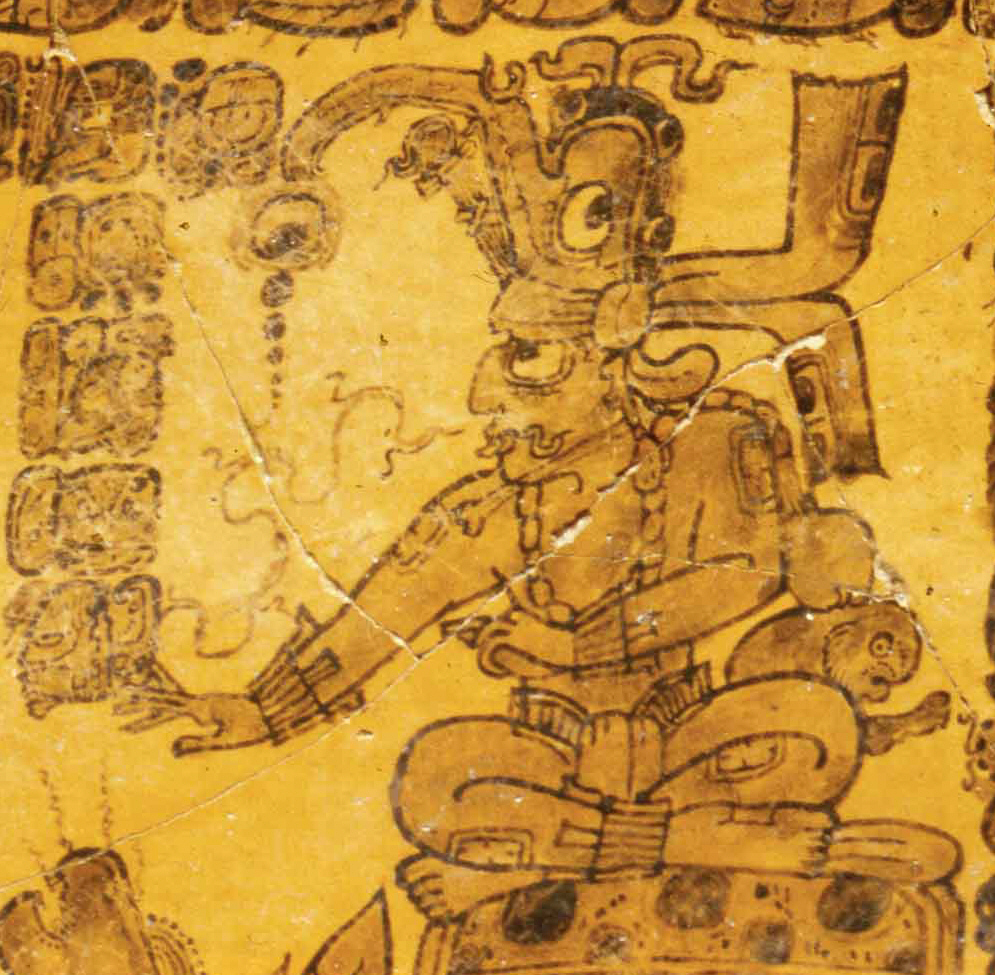
Kinich Ahau, Keramik, klassische Periode

Kinich Ahau oder K’inich Ajaw,  (Gott G; Kin bzw. K’in = Sonne, Ahau = Herr oder Fürst, deutsch: Herr der Sonne) war in der Mythologie der Maya der Sonnengott.
Er teilt Wesensmerkmale mit Itzamná und verschmilzt bisweilen mit ihm.
Kinich Ahau wurde bei den Maya bis zur Unterwerfung und Christianisierung durch die Spanier durchgängig verehrt. Bei den Lacandonen hat Kinich Ahau noch in jüngster Zeit (20. Jahrhundert) eine rituelle Bedeutung. Er zählte zu den wichtigsten Himmelsgöttern und wurde auch im Codex Dresdensis namentlich genannt und abgebildet.

Seine in der Ikonographie durchgängig wiederkehrenden, charakteristischen Erkennungsattribute sind die greise Gestalt, der Stoppelbart, die Hieroglyphe Kin an verschiedenen Körperstellen (Augen, Rücken, Beinen etc.) sowie häufig große, „eckige“ Augen, eine markante Nase (Adlernase), Schielen und angeschliffene Schneidezähne.

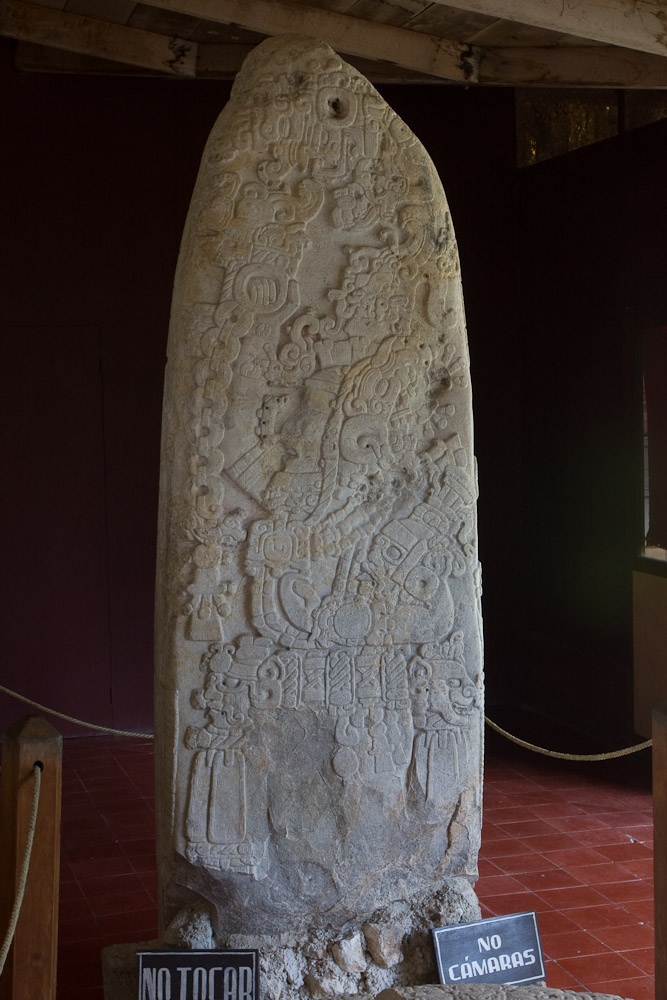
Stele des Fürsten von Tikal, Siyaj Chan K’awiil II. († 456), der Kinich Ahau im Arm hält.

Ähnlich K'awiil war auch Kinich Ahau ein Herrschaft legitimierender Gott. Viele Fürsten der Maya führten daher auch den Namen Kin bzw. Kinich. Ebenfalls war er ein Gott des Krieges und der Opferung.
Kinich Ahau stand für den Weg der Sonne über den Tageshimmel. Nach Sonnenuntergang durchquerte er als Balam die Unterwelt. Er war mit der Mondgöttin Ix Chel vermählt. Seine Verehrung war weitverbreitet. So findet sich im Tempel des Kreuzes in Palenque sein mythisches Geburtsdatum in Langer Zählung graviert. In Raum 3, Gebäude 1 von Bonampak, ist auf einem Wandgemälde ein ritueller Blutopfertanz um ein Bildnis Kinich Ahaus dargestellt. Ein identischer Tanz wird auf der Skulptur von K’inich Yax K’uk’ Mo’ († 435/37) im Tempel 16 von Copán beschrieben. Diego de Landa beschreibt, die Kontinuität der durchgängigen Anbetung unterstreichend, für das 16. Jahrhundert auf Yucatán Neujahrszeremonien zu Ehren Kinich Ahaus mit Kriegstänzen und Blutopfer.

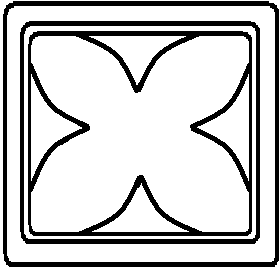
Maya-Hieroglyphe Kin für den gleichnamigen Tag im Mayakalender, stilisiert
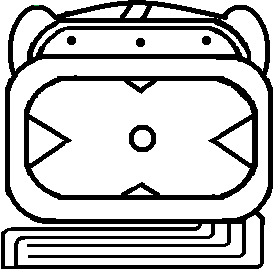
Maya-Hieroglyphe Yaxk’in für den gleichnamigen Monat im Mayakalender, stilisiert
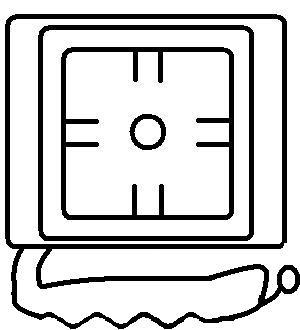
Maya-Hieroglyphe Kin im Codex Dresdensis, S. 61, stilisiert

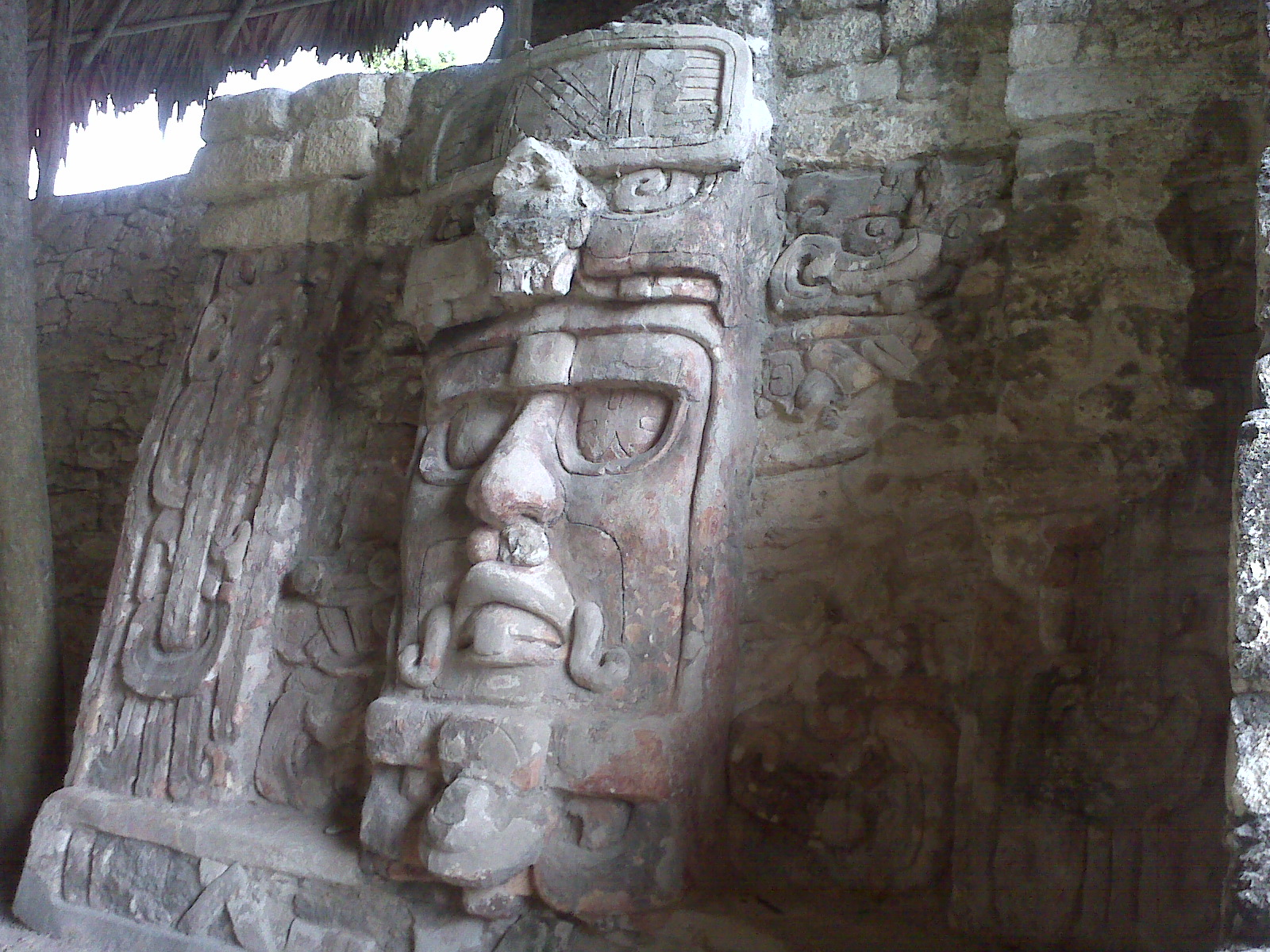
Kinich Ahau, Stuckrelief in Kohunlich, klassische Periode
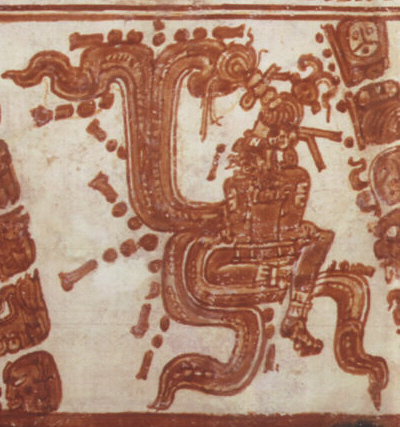
Kinich Ahau, Keramik, klassische Periode
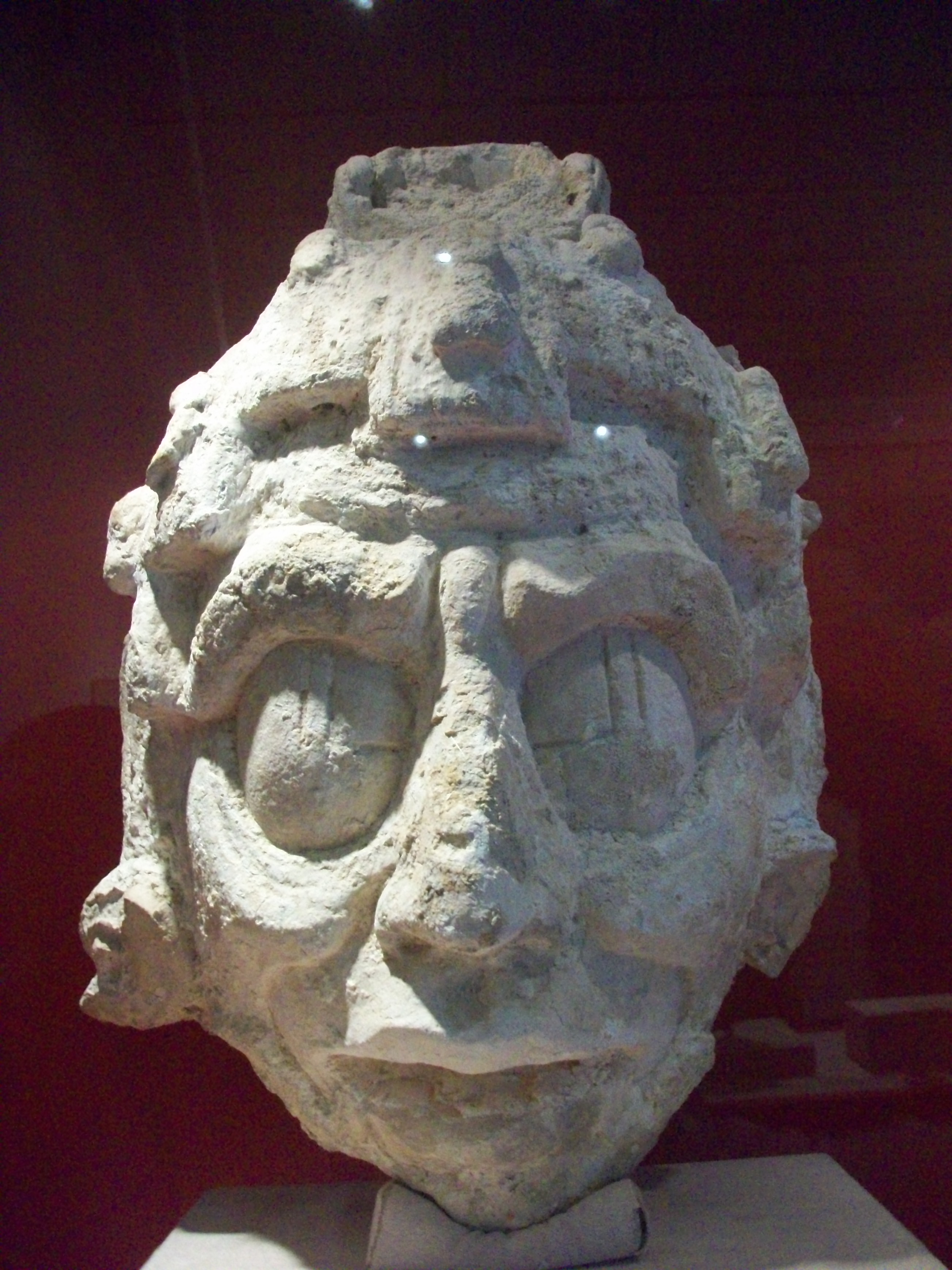
Kinich Ahau, Plastik, Palenque, klassische Periode
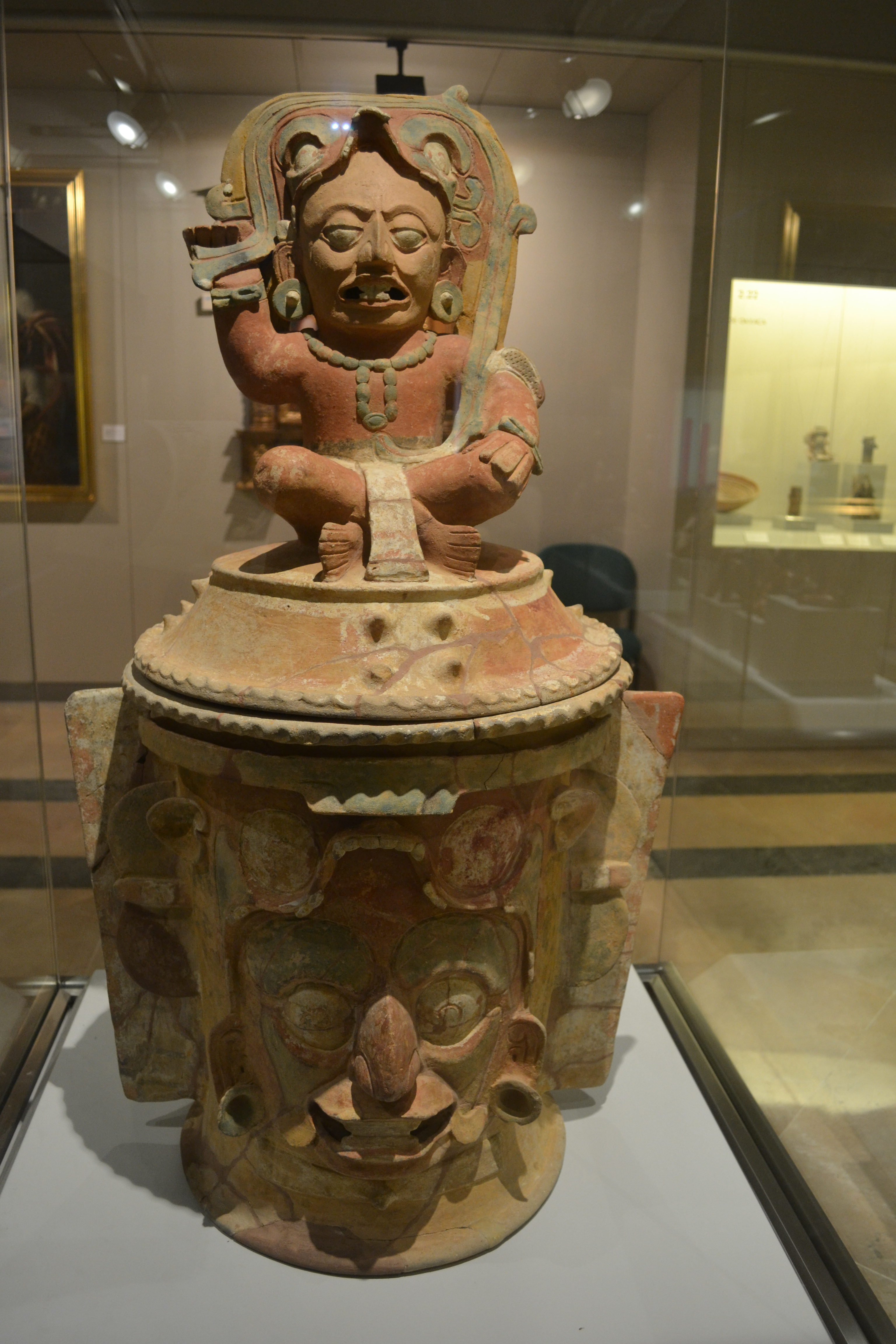
Kinich Ahau, Urne, klassische Periode